# يكة منقارية
يوكا منقارية (الاسم العلمي:Yucca rostrata) هي نوع من النباتات يتبع جنس اليوكا من الفصيلة الهليونية.